# Gary Peters (homme politique)
Pour les articles homonymes, voir Gary Peters.
Gary Charles Peters, né le 1er décembre 1958 à Pontiac (Michigan), est un homme politique américain. Membre du Parti démocrate, il est élu du Michigan au Congrès des États-Unis depuis 2009, d'abord à la Chambre des représentants, puis au Sénat à partir de 2015.

## Biographie

### Études et engagement militaire
Diplômé d'une maîtrise universitaire ès lettres de l'université d'État du Michigan, d'une maîtrise en administration des affaires de l'université de Détroit et d'un Juris Doctor de l'université de Wayne State, Gary Peters s'engage dans United States Navy Reserve en 1993. Déployé à plusieurs reprises dans le golfe Persique dans le cadre de l'opération Southern Watch jusqu'en 2000, il est remobilisé en 2001 à la suite des attentats du 11 septembre. Il se retire de son engagement en 2008 avec le grade de lieutenant commander. En parallèle, il est conseiller financier et professeur universitaire.

### Carrière politique

#### Mandats locaux
Après un échec au Sénat du Michigan en 1990, Gary Peters est conseiller municipal de Rochester Hills de 1991 à 1993. Il est élu au Sénat de l'État pour le 14e district, dans le comté d'Oakland, entre 1995 et 2002. Cette année-là, il perd de justesse l'élection pour être procureur général d'État face au républicain Mike Cox, devancé de 1 500 voix sur trois millions. Il est ensuite nommé commissaire de la loterie de l'État par la gouverneur Jennifer Granholm,.

#### Représentant des États-Unis
En 2008, Peters est candidat à la Chambre des représentants des États-Unis dans le 9e district congressionnel du Michigan, dans le comté d'Oakland. Surfant sur l'élection de Barack Obama à la présidence des États-Unis, il bat le représentant républicain sortant Joe Knollenberg (en) (52,1 % des voix contre 42,6 %). Candidat à un deuxième mandat en 2010, Peters se retrouve au coude-à-coude dans les sondages avec le républicain Rocky Raczkowski. Il est réélu de justesse en rassemblant 49,8 % des suffrages contre 47,2 % pour Raczkowski dans un contexte de vague conservatrice.
À la suite du recensement des États-Unis de 2010, le Michigan perd une circonscription au Congrès. Peters se trouve désormais dans le même district que son collègue Sander Levin. Le représentant choisit de postuler dans le nouveau 14e district, qui s'étend de l'ouest de Détroit à Pontiac. Majoritairement afro-américaine, la circonscription est dessinée pour regrouper les électeurs démocrates selon plusieurs observateurs,. Peters remporte la primaire démocrate avec environ 47 % des voix devant un autre sortant, Hansen Clarke (en) (35 %), ainsi que Brenda Lawrence, maire de Southfield (13 %). En novembre 2012, il est réélu avec 82,3 % des suffrages, devançant largement le républicain John Hauler (15,6 %).

#### Sénateur des États-Unis

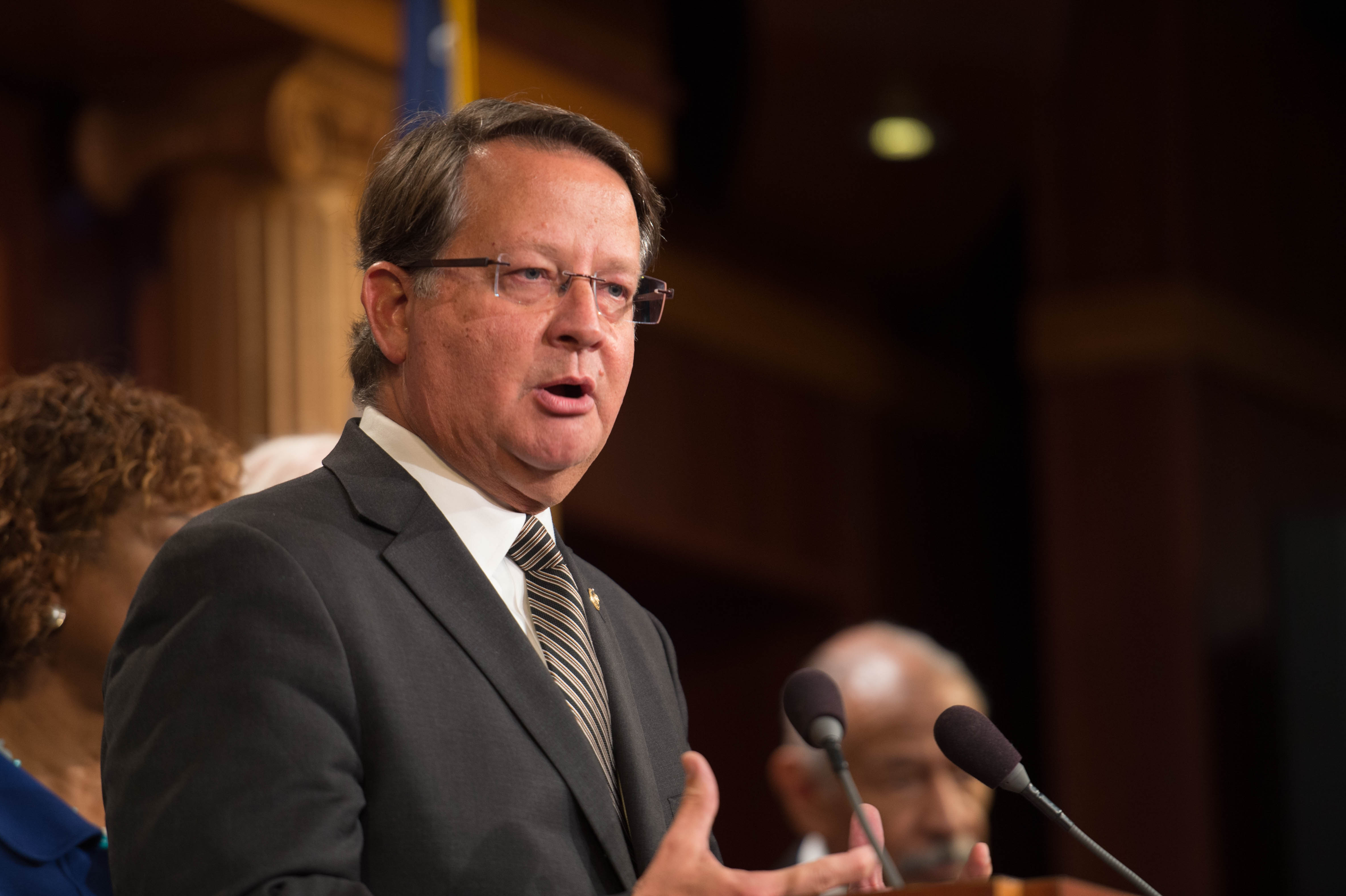
Gary Peters en 2016.

Lors des élections de mi-mandat de 2014, Peters se présente au Sénat des États-Unis pour succéder au démocrate Carl Levin. Il est le seul candidat lors de la primaire démocrate. Les républicains pensent d'abord pouvoir conquérir le siège, dans un contexte d'impopularité du président Obama. Leur candidate, Terri Lynn Land, ancienne secrétaire d'État (2003-2011), devance Peters dans plusieurs sondages au début de la campagne. Land mène cependant une mauvaise campagne ; à un mois de l'élection, Peters est largement en tête des enquêtes d'opinions. Les républicains choisissent alors d'investir dans d'autres élections,. Le 4 novembre 2014, Gary Peters est facilement élu sénateur avec 54,6 % des voix contre 41,3 % pour son adversaire républicaine,. Il entre en fonction le 3 janvier 2015. Lors des élections de 2020, il affronte John James, candidat républicain déjà défait en 2018 par Debbie Stabenow. Les républicains estiment que le Michigan est l'une des meilleures opportunités du scrutin de consolider leur majorité à la chambre haute.
En janvier 2025, il annonce qu'il ne sera pas candidat à un troisième mandat lors des élections de 2026.